# Histoire philatélique et postale de Norfolk

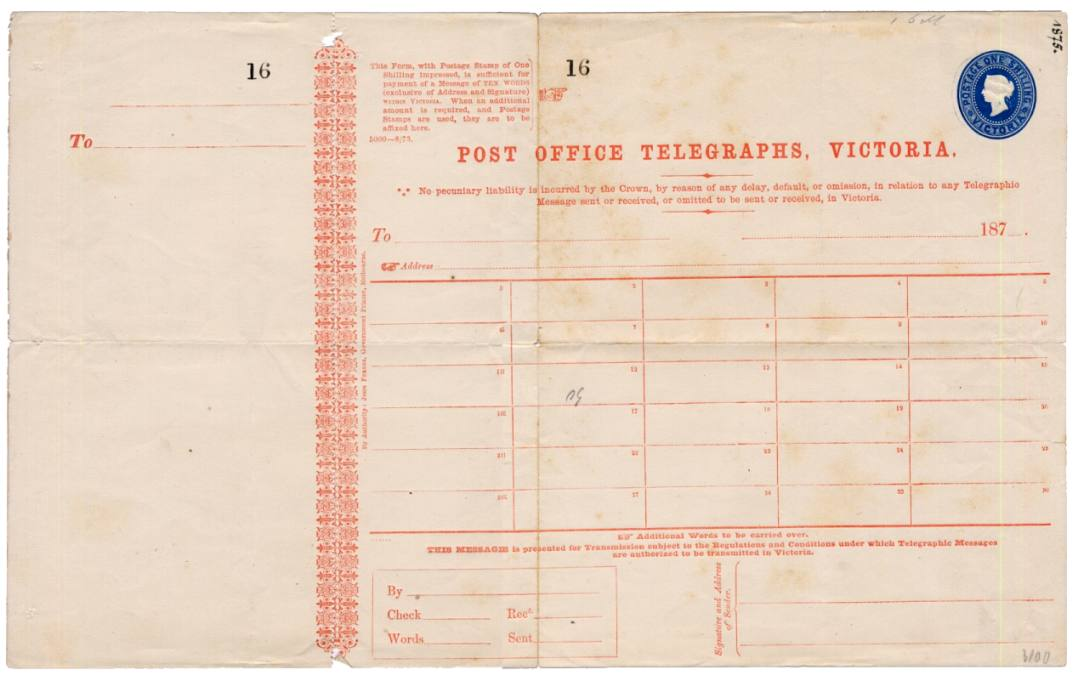
Un télégraphe Victoria d'un shilling, de 1873.

L'histoire philatélique et postale de Norfolk a dépendu de l'Australie jusqu'en 1947, année depuis laquelle cette île, territoire extérieur australien depuis 1914, a disposé de ses propres timbres et de l'autonomie postale, jusqu'à sa réintégration dans le territoire australien le 1er juillet 2016.
Entre 1994 avec le rattachement postal des îles Christmas et Cocos à Australia Post et 2016, l'île Norfolk était le dernier territoire extérieur australien à être philatéliquement et postalement indépendant. Les timbres émis par Norfolk n'avaient donc pas de valeur d'affranchissement en Australie, et ceux émis par Australia Post n'avaient pas de valeur à Norfolk.

## Avant 1947
L'histoire postale de Norfolk débute pendant la seconde colonie pénitentiaire entretenue sur l'île de 1824 à 1855. Le premier bureau de poste est ouvert en 1832.
Les premiers timbres-poste qui y sont utilisés sont fournis par la colonie de rattachement de Norfolk, la terre de Van Diemen, sur une décision prise fin 1853. Un paquet de timbres à l'effigie de la reine Victoria d'une valeur de seize livres part le 1er novembre 1853 sur le Lady Franklin. Cependant, les prisonniers transportés également à bord se mutinent et s'échappent avec une partie des timbres. Le second paquet parvient à Norfolk et les timbres servent de juillet 1854 à mai 1855, date à laquelle s'achève l'évacuation de l'île et la fermeture de la colonie pénitentiaire Les quelques timbres utilisés à Norfolk se distinguent par le numéro de l'oblitération : « 72 ».
Même si l'île se repeuple en 1856 grâce à des migrants des îles Pitcairn, autorisés à s'installer par le Royaume-Uni, elle bénéficie d'un service postal et de timbres-poste à partir de 1877 quand les autorités britanniques demandent à la Nouvelle-Galles du Sud d'assurer l'approvisionnement du bureau de Norfolk. Cependant, la fourniture de timbres n'est continue qu'après 1898 et, faute de timbres, le cachet d'oblitération portant la mention « NORFOLK ISLAND » envoyé en 1892 est utilisé également qu'à partir de 1898,.
Avec la création du Commonwealth d'Australie, les timbres d'Australie remplacent ceux de Nouvelle-Galles du Sud en 1913.

## Depuis 1947

### Premières émissions
Une demande pour obtenir des timbres propres au territoire de Norfolk, érigé en 1914, est refusée en 1923. La seconde en 1937 est acceptée avec une émission prévue pour 1940. Ces timbres-poste sont dessinés et gravés par Frank Manley, imprimés et dentelés onze pour un usage à Norfolk. Ils représentent la baie Ball et la mention « FOUNDED 1788 », fondée en 1788, année de la première colonie pénitentiaire. Non émis à cause du déclenchement de la Seconde Guerre mondiale, ils sont détruits, mais quelques timbres et feuilles volés sont connus,.
C'est le 10 juin 1947 que les douze premiers timbres d'un demi-penny au deux shillings sont émis, reprenant le type Ball Bay de Manley, avec une dentelure différente de quatorze dents pour deux centimètres.
Pour compléter cette série, une seconde de six timbres aux valeurs faciales différentes est émise le 10 juin 1953 à partir de constructions humaines de l'île depuis la tour de Warder sur le trois pence et demi au « Blooding Bridge » sur le cinq shillings. Deux de ces timbres, le sept pence et demi et le huit pence et demi, sont les premiers timbres surchargés émis le 1er juillet 1958 pour donner des valeurs entières de sept et huit pence et correspondre à un changement de tarif.
Le 8 juin 1956, est émis le premier timbre commémoratif de Norfolk pour le centenaire de l'arrivée de migrants en provenance des îles Pitcairn, premier peuplement permanent et non pénitentiaire de l'île. Le deuxième commémoratif marque les cent cinquante ans du service postal en Australie, avec la nomination de Isaac Nichols comme maître de poste de Nouvelle-Galles du Sud en 1809. Le timbre d'Australie de quatre pence est surchargé du nom de l'île et d'une valeur de cinq pence.

### Depuis 1960
À partir de 1960, les émissions philatéliques de Norfolk se développent progressivement en nombre, faisant appel même à des imprimeurs du Royaume-Uni à partir des années 1970.
En 1960, une nouvelle série d'usage courant est entamée à partir de la faune et de la flore locale, complétée ensuite en valeurs nouvelles et régulièrement renouvelée. Circulent également des séries sur les navires et capitaines ayant marqué l'histoire de l'exploration des océans, comme James Cook. Un timbre de Noël est émis chaque année d'abord en réutilisant le graphisme du timbre australien de Noël jusqu'en 1966, ainsi que des timbres sur des personnalités anglicanes.
La vie politique de l'île apparaît également en 1960 avec un timbre de deux shillings huit pence à l'effigie de la reine Élisabeth II d'après Pietro Annigoni et une carte de Norfolk pour marquer l'institution d'une gouvernance locale dans l'île. Les évolutions et anniversaires institutionnels de l'île sont ainsi l'objet d'une émission commémorative : cinquantenaire du statut de territoire en 1964, les cent vingt-cinq ans de l'annexion de l'île à la terre de Van Diemen en 1969, la première assemblée législative en 1979, les dix ans de l'auto-gouvernement interne en 1989.
Le programme philatélique explore également des thématiques s'éloignant parfois de l'île et de son environnement Pacifique : commémorations des campagnes du Pacifique, vie de la reine Élisabeth II et de la Famille royale britannique, anniversaires d'événements historiques comme l'histoire de l'aviation en 2003, etc.
Sur un plan technique, avec l'aide de l'imprimeur Walsall, Norfolk émet entre 1974 et 1978 quatorze timbres autocollants découpés selon le contour de l'île : deux pour les cent cinquante ans de la seconde colonie pénitentiaire, quatre pour le centenaire de l'Union postale universelle en utilisant des paysages de Norfolk, et huit sur le scoutisme.

## Tableau synthétique
| Année                                           | Timbres utilisés                                    |
| ----------------------------------------------- | --------------------------------------------------- |
| Valeur en livre, shilling et penny              |                                                     |
| 1854-1855                                       | timbres de la terre de Van Diemen Van Diemen's Land |
| 1877-1913                                       | timbres de Nouvelle-Galles du Sud New South Wales   |
| Valeur en livre australienne, shilling et penny |                                                     |
| 1913-1947                                       | timbres d'Australie Australia                       |
| 1947-1966                                       | Norfolk Island                                      |
| Valeur en dollar australien et cent             |                                                     |
| 1966-2016                                       | Norfolk Island                                      |
| 2016-                                           | timbres d'Australie Australia                       |
| Légende                                         |                                                     |
| italique                                        | mention exacte                                      |

## Sources et références
- « Norfolk Island », dans Commonwealth Stamp Catalogue Australia, Stanley Gibbons, 2007, pages 120-135.
- P. Collas, contrôleur assistant du département du Maître général des postes à Melbourne, « Stamps of the Australian Territories: Norfolk » [de 1853 à 1968], publié sur le site du Pitcairn Islands Study Center, Pacific Union College, date inconnue ; page consultée le 29 décembre 2008.

1. ↑  « Norfolk Island is now “Australia.” », sur www.glenstephens.com (consulté le 15 janvier 2017)
2. 1 2 3 4  « Norfolk Island »,  Commonwealth Stamp Catalogue Australia, Stanley Gibbons, 2007, page 120.
3. 1 2 3 4 5 6 7 8  P. Collas, « Stamps of the Australian Territories: Norfolk », site du Pacific Union College, date inconnue ; page consultée le 29 décembre 2008.
4. ↑  Onze dents sur deux centimètres.
5. 1 2  « Norfolk Island » timbres n°1 à 12,  Commonwealth Stamp Catalogue Australia, Stanley Gibbons, 2007, pages 120-121.
6. ↑  « Norfolk Island » timbres n°13 à 18, Commonwealth Stamp Catalogue Australia, Stanley Gibbons, 2007, page 121.
7. ↑  « Norfolk Island » timbres n°21 et 22,  Commonwealth Stamp Catalogue Australia, Stanley Gibbons, 2007, page 121.
8. ↑  « Norfolk Island » timbres n°19 et 20, Commonwealth Stamp Catalogue Australia, Stanley Gibbons, 2007, page 121.
9. ↑  « Australia » timbre n°331 et « Norfolk Island » timbre n°23, Commonwealth Stamp Catalogue Australia, 2007, respectivement pages 41 et 121.
10. 1 2 3 4 5 6  « Norfolk Island », dans Commonwealth Stamp Catalogue Australia, Stanley Gibbons, 2007, pages 120-135.
11. ↑  « Norfolk Island » timbre n°40,  Commonwealth Stamp Catalogue Australia, Stanley Gibbons, 2007, page 121.